# 픽업 트럭

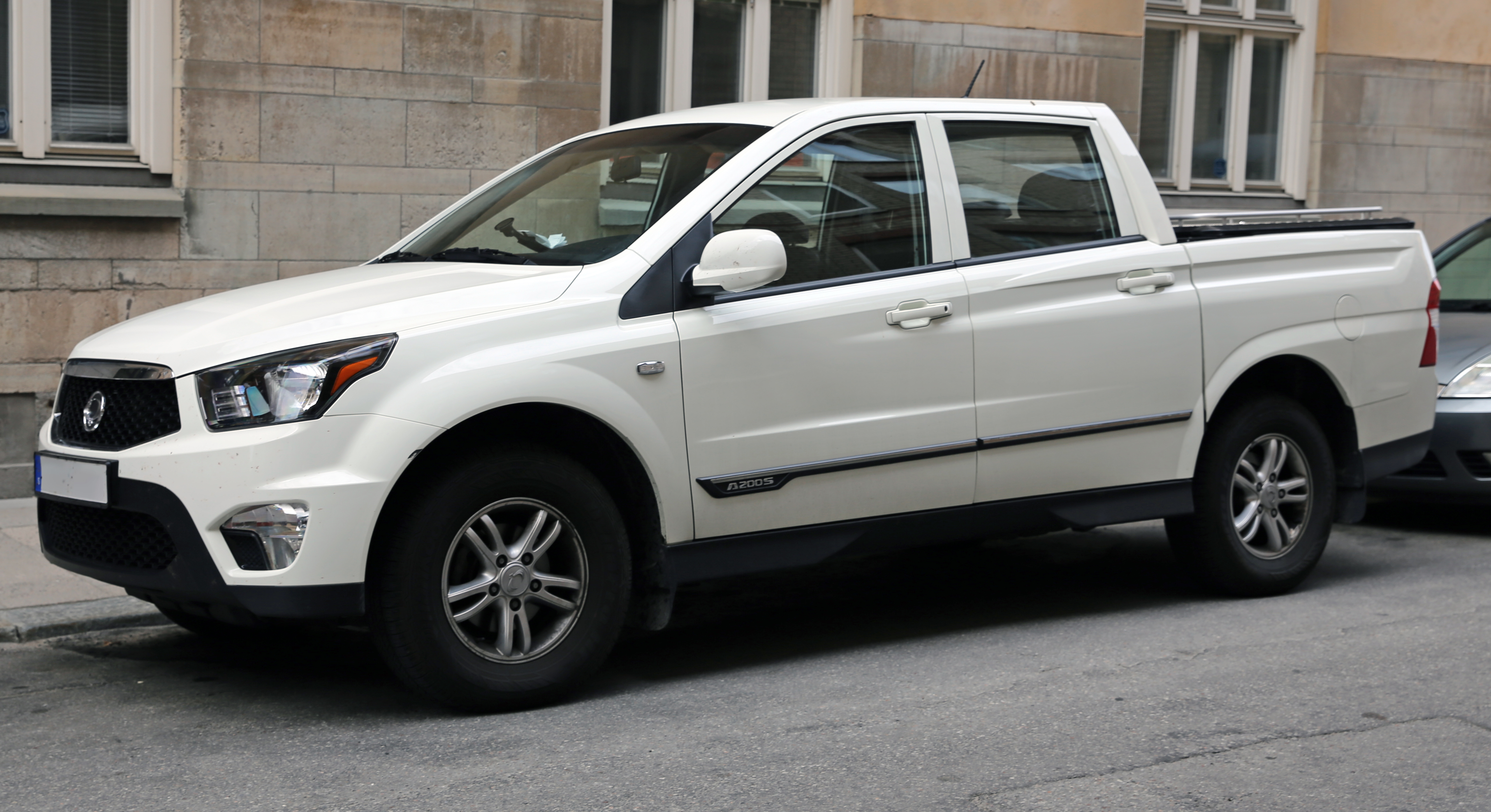
쌍용 코란도 스포츠 정측면

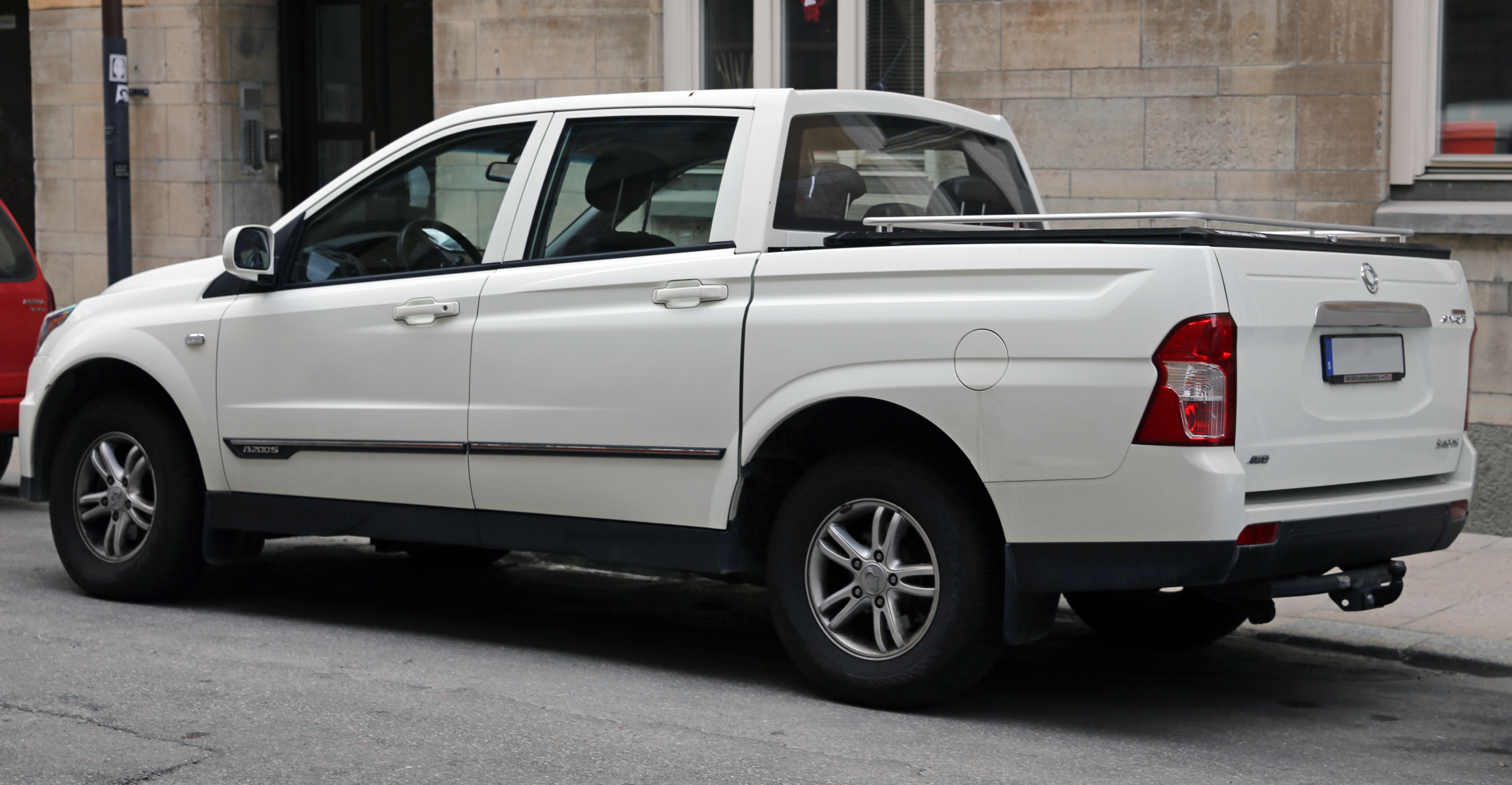
쌍용 코란도 스포츠 후측면

픽업 트럭(영어: pickup truck)은 짐칸의 덮개가 없는 소형 트럭의 한 형식을 말한다. 소형 트럭 · 승용차, 소형 트럭 · SUV의 섀시를 사용한 것으로, 2∼3인승 1열로 된 시트를 갖춘 객실 뒤에, 낮은 소형 짐칸이 있다. 짐받이의 플랩은 뒤쪽에만 있다. 변형된 형태로 4~6인승 2열 시트로 된 것을 '더블 캐빈 픽업' 또는 '크루 캡'(double cab or crew cab)이라고 한다.
미국에서 많이 팔리는 차종 유형 중 하나다. 유명한 픽업 트럭으로는 포드의 포드 F 시리즈와 컨셉트카인 포드 아틀라스, 토요타의 토요타 툰드라, 쉐보레의 쉐보레 실버라도와 쉐보레 콜로라도, 닛산의 닛산 타이탄, 크라이슬러 산하 픽업트럭 전문 브랜드인 램, 링컨의 마크 LT, GMC의 시에라, 혼다의 릿지라인 등이 있다. 특히 포드의 F-150은 미국의 대표적인 스테디셀러 픽업 트럭이다.
대한민국에는 과거에 출시된 차량으로 보자면 현대 포니 픽업, 현대 코티나 픽업, 기아 브리사 픽업, 대우 맥스 픽업 등의 승용차 기반 픽업 트럭이 있었고, 코란도 픽업, 무쏘 스포츠, 액티언 스포츠, 코란도 스포츠 등의 SUV 기반 픽업 트럭이 있다. 쌍용자동차에서는 현재까지도 SUV 기반의 소형 픽업 트럭인 렉스턴 스포츠와 렉스턴 스포츠의 롱바디 버전인 렉스턴 스포츠 칸을 생산, 판매하고 있다. 
대한민국에서는 정식으로 화물차 형식 승인을 받으면 픽업트럭을 화물차로 취급하고 있기 때문에, 자동차검사를 매년 받아야 한다. 또한 차량 등록을 하면, 앞자리가 8이나 9로 시작하는 화물차용 번호판을 받는다. 2022년 이후에는 긴 번호판 장착이 가능하면 800~979로 시작하는 번호판을 받는다.
수입 픽업 트럭 중 대한민국에 정식으로 판매하고 있는 모델은 포드 레인저, 쉐보레 콜로라도, 지프 글래디에이터가 있다. 이들은 모두 미드사이즈급이며, 예전에 판매했던 닷지 다코타 역시 미드사이즈급이다. 포드 익스플로러 스포츠 트랙도 대한민국에 정식 판매된 적은 있으나, 대한민국에서 화물차로 형식 승인을 받지 못해 승용차용 번호판이 달렸다.
미드사이즈급보다 한 체급 위인 풀 사이즈급은 대한민국에서 거의 병행수입으로 팔리며, 대한민국에 정식으로 첫 출시된 풀 사이즈급 픽업 트럭은 2023년 2월에 런칭한 GMC 시에라다. 포드의 스테디셀러로 유명한 풀 사이즈급 픽업트럭인 F-150 역시 대한민국에는 주한미군이 들여온 차량 외에는 병행수입으로만 들어오고 있다. 대한민국에서 풀 사이즈급 픽업 트럭은 정식으로 판매되는 차종이 거의 없는 대신, 풀 사이즈급 픽업트럭의 차대를 공용하는 캐딜락 에스컬레이드, 쉐보레 타호, 링컨 네비게이터, 포드 익스페디션이 정식으로 판매되고 있다.

## 같이 보기
- 트럭
- 몬스터 트럭
- 승합차
- UTE (쿠페 유틸리티)